# Pedro Nolasco Aurioles Aguado
Pedro Nolasco Aurioles Aguado (Ronda, 30 de novembre de 1818 - † Madrid, 1884) fou un advocat i polític espanyol, va ser ministre de Gracia i Justícia durant els regnats d'Isabel II i Alfons XII.

## Biografia
Després d'estudiar Dret en la Universitat de Sevilla exercí com a advocat a la seva ciutat natal fins a en 1844 es trasllada a Madrid on iniciarà la seva carrera política com a diputat pels districtes de Ronda i Campillos (Màlaga) a les eleccions de 1850; escó que tornaria a obtenir en diferents processos electorals fins a les eleccions generals espanyoles de 1879. També va ser senador per la circumscripció electoral de Màlaga en 1871 i 1872.
Va ser ministre de Gracia i Justícia entre el 9 de febrer i el 2 de març de 1863 en un govern que va presidir O'Donnell; i entre el 7 de març i el 9 de desembre de 1879 sota la presidència de Martínez Campos.